# ولید خان
ولید خان (انگلیسی: Waleed Khan؛ زادهٔ ۸ دسامبر ۲۰۰۴) بازیکن فوتبال است.
وی همچنین در تیم‌های ملی فوتبال زیر ۲۳ سال پاکستان و پاکستان بازی کرده است.